# أندريه جريتشكو
أندريه أنتونوفيتش چريتشكو ( الروسية: Андре́й Анто́нович Гре́чко ; 17 October [بالتقويم القديم: 4 October
] 1903 - 26 أبريل 1976) كان الجنرال أندريه قائدًا عسكريًا سوفيتيًا ومارشالًا للاتحاد السوفيتي خلال الحرب الباردة. شغل منصب وزير الدفاع السوفيتي من عام 1967م إلى عام 1976م.
وُلد چريتشكو لعائلة مزارعة أوكرانية قرب روستوف أون دون ، وخدم في سلاح الفرسان بالجيش الأحمر خلال الحرب الأهلية الروسية. بعد تخرجه من أكاديمية فرونزي العسكرية ، شارك في الغزو السوفيتي لبولندا عام ١٩٣٩م. كان چريتشكو خريجًا حديثًا من أكاديمية فوروشيلوف العسكرية عندما غزت قوات المحور الاتحاد السوفيتي. تولى قيادة عدة فرق في سلاح الفرسان والجيش بعد ذلك، وشارك في معارك في القوقاز وأوكرانيا وأوروبا الوسطى.
بعد الحرب، تولى چريتشكو قيادة منطقة كييف العسكرية. وفي عام 1953م، عُيّن قائدًا عامًا للقوات السوفيتية في ألمانيا الشرقية ، وقاد قمع انتفاضة ألمانيا الشرقية. وفي عام 1955، عُيّن مارشالًا للاتحاد السوفيتي. وفي عام 1957م، أصبح القائد العام للقوات البرية السوفيتية ، وبعد ثلاث سنوات أصبح أيضًا قائدًا لقوات حلف وارسو. وفي عام 1967م، عُيّن چريتشكو وزيرًا للدفاع، وأشرف على تدخل حلف وارسو اللاحق في تشيكوسلوفاكيا والاشتباكات الحدودية العنيفة مع الصين. وكان متشددًا أيديولوجيًا، وكان مدافعًا عن استراتيجية الضربة النووية الأولى ، ولم يدعم إلا على مضض انفراج ليونيد بريجنيف مع الولايات المتحدة ومحادثات الحد من الأسلحة الاستراتيجية (SALT). توفي جريتشكو في عام 1976م عن عمر يناهز 72 عامًا.

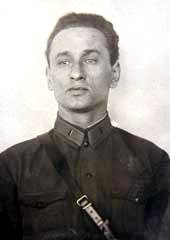
چريتشكو كجندي في الجيش الأحمر.

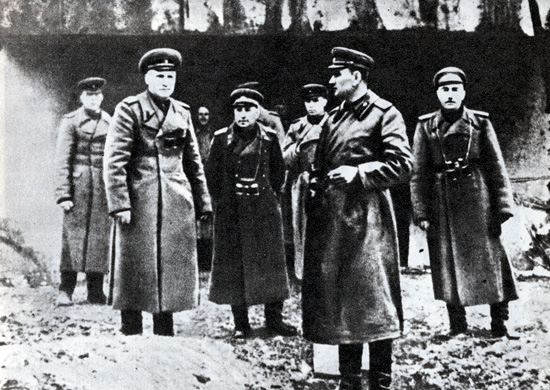
چريتشكو (وسط الصورة)، قائد جيش الحرس الأول، عند خط أرباد (1944م).

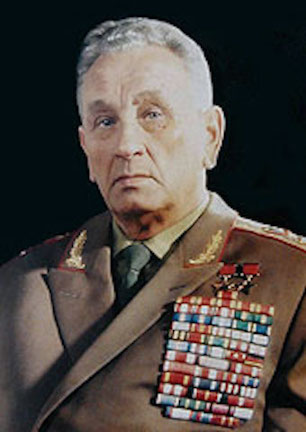
المارشال أندريه چريتشكو.